# واچوان
واچوان (به لاتین: Wuchuan, Guangdong) یک county-level city در جمهوری خلق چین است که در ژانژیانگ واقع شده‌است.

## خصوصیات
واچوان ۸۶۰٫۹ کیلومترمربع مساحت و ۹۲۷٬۲۷۵ نفر جمعیت دارد.